# الی پوژه
الی پوژه (انگلیسی: Ely Pouget؛ زادهٔ ۳۰ اوت ۱۹۶۱) هنرپیشه اهل ایالات متحده آمریکا است. وی از سال ۱۹۸۵ میلادی تاکنون مشغول فعالیت بوده‌است. از فیلم‌هایی که وی در آن نقش داشته است، می‌توان به طلوع خورشید تکیلا، مرد چمن‌زن ۲، شکاف و بی‌رحم اشاره کرد.